# CFRT-FM
 (juillet 2025).
CFRT-FM est une station de radio canadienne diffusant au 107.3 FM à Iqaluit, au Nunavut.
Cette station de radio communautaire est destinée à la communauté francophone de cette ville, qu'elle diffuse un mélange de programmation originale et de syndication pour les autres réseaux de radio francophones, dont l'Alliance des radios communautaires du Canada, ICI Première et Radio France Internationale.
La station a obtenu sa première licence du CRTC en 1993 et il a été autorisée à émettre en mars 1994.